# Верхнетокмакский сельский совет (Черниговский район)
Верхнетокмакский сельский совет (укр. Верхньотокмацька сільська рада) — входит в состав
Черниговского района
Запорожской области
Украины.
Административный центр сельского совета находится в 
с. Верхний Токмак.

## История
- 1924 — дата образования.

## Населённые пункты совета
- с. Верхний Токмак
- с. Нижний Токмак